# Thionthian
Thionthian est une ville de Guinée et une sous-préfecture de Télimélé, chef-lieu de la préfecture de Télimélé, dans la région de Kindia.